# Várzea dos Cavaleiros
Várzea dos Cavaleiros ist eine Gemeinde (Freguesia) im portugiesischen Kreis Sertã. In ihr leben 627 Einwohner (Stand 19. April 2021).